# Stilbeae
Stilbeae (Benth.) Benth., 1876 è una tribù di piante angiosperme appartenenti alla famiglia delle Stilbaceae.

## Etimologia
Il nome della tribù deriva dal suo genere tipo Stilbe Berg., 1767 che, in lingua greca antica, significa "luminoso, risplendente, brillante".
Il nome scientifico della tribù è stato definito dal botanico Thomas Hogg (1777-1855) nella pubblicazione "Vegetable Kingdom, The; or, the Structure, Classification, and Uses of Plants, Illustrated upon the Natural System; 583. 1858" del 1858.

## Descrizione

### Portamento
Il portamento delle specie di questa tribù varia da piccoli arbusti a alberi. Gli arbusti possono essere a singoli gambi o a gambi multipli con ramificazioni monopodiali (Retzia) o simpodiali. I giovani rami sono spesso a sezione angolare e pubescenti. In diverse specie (Campylostachys, Kogelbergia, Retzia e Euthystachys) alla base della pianta (corona della radice) è presente un gonfiore legnoso protettivo (lignotubero).

### Foglie

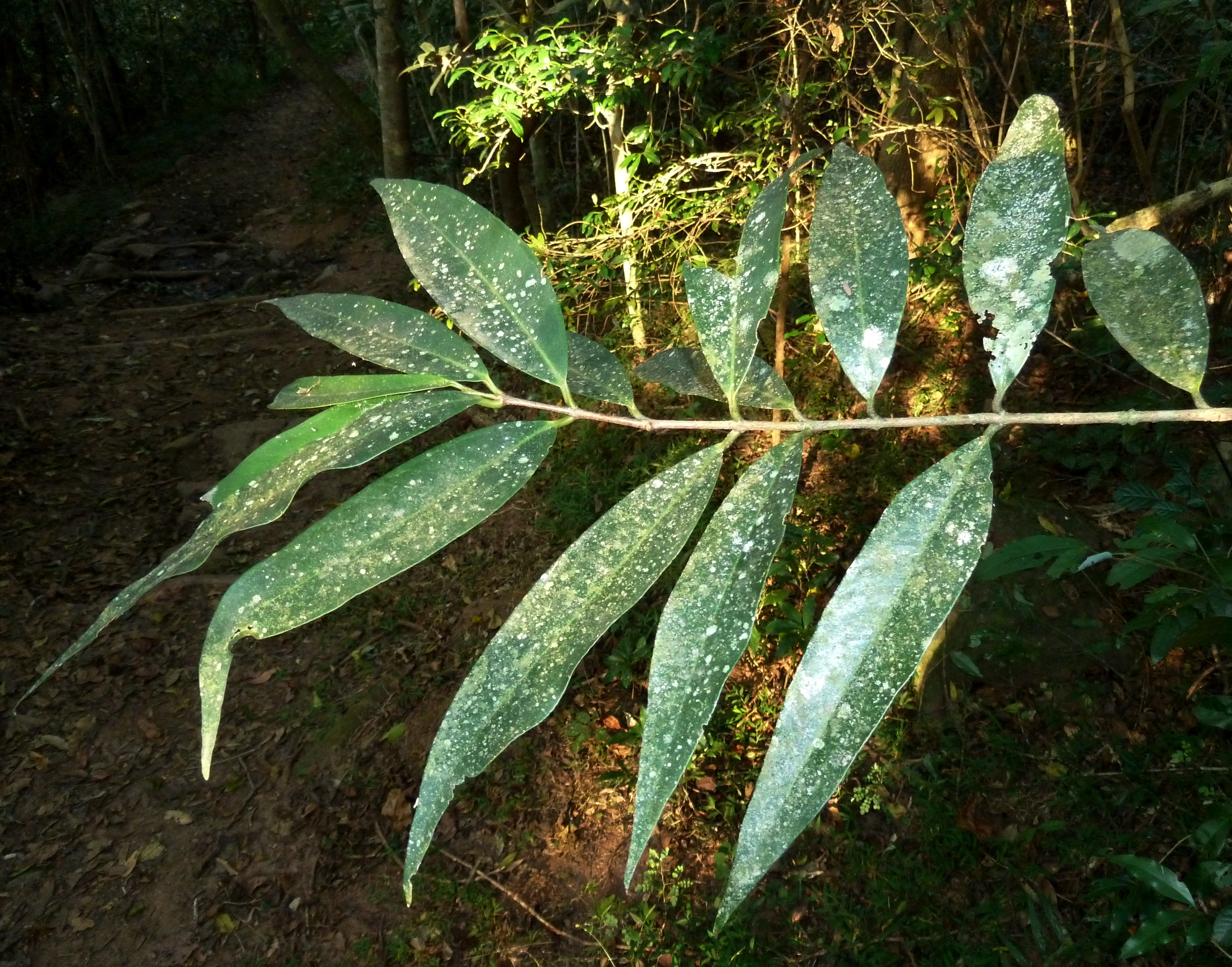
Le foglie
Nuxia oppositifolia

Le foglie cauline sono opposte, ternate, quaternate o in densi verticilli di 3 - 7 foglie (raramente sono alternate), sia sessili che picciolate. La lamina è semplice, più o meno di tipo ericoide, lineare o strettamente lanceolato-acuta con margini ricurvi, oppure è espansa. A volte i margini sono finemente seghettati. Le stipole sono assenti oppure se presenti sono del tipo a anello (Nuxia).

### Infiorescenze

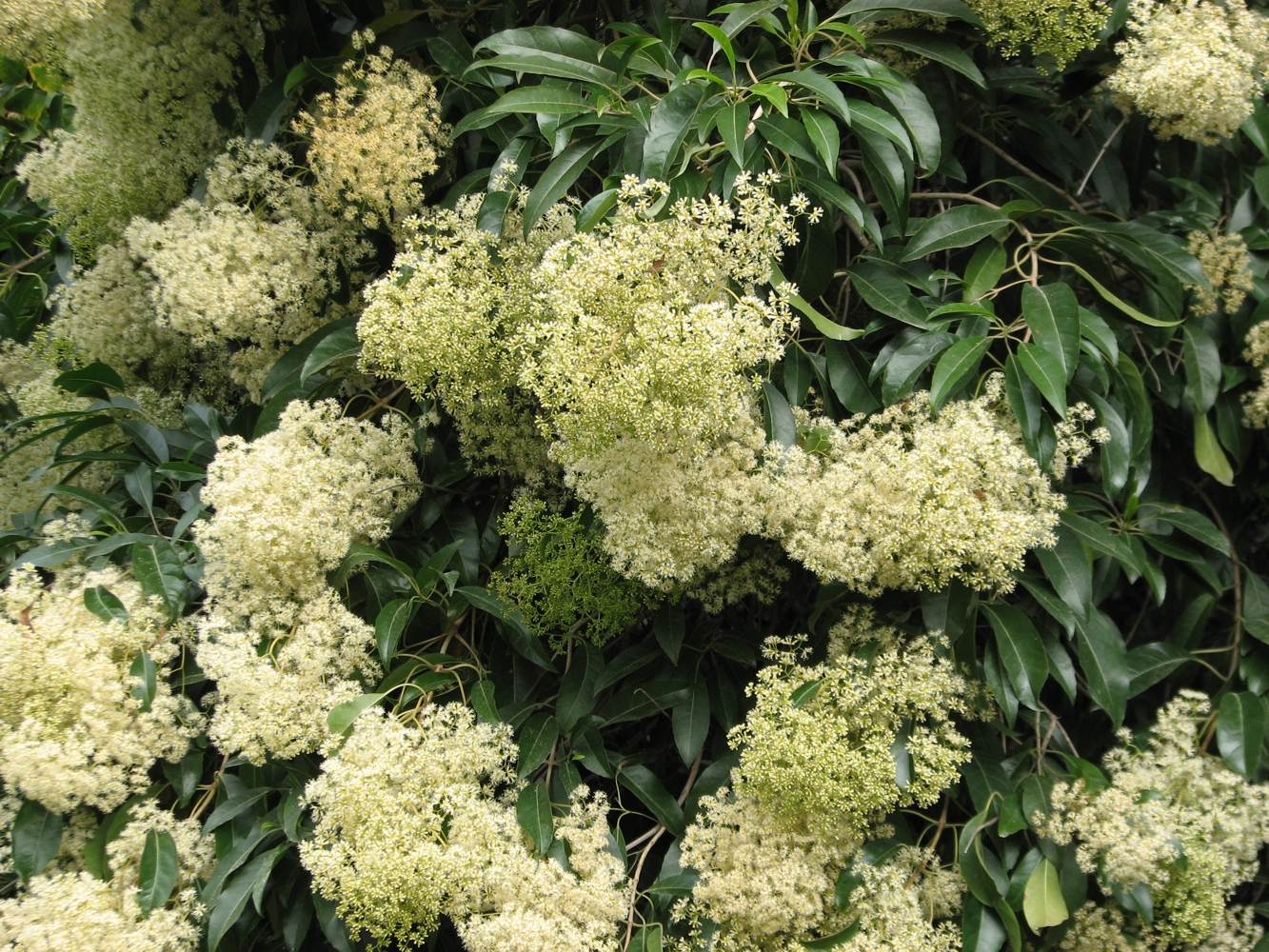
Infiorescenza
Nuxia floribunda

Le infiorescenze sono terminali o raramente con ramificazioni ascellari (Retzia); sono di tipo tirsoide o dicotomico. I rami terminali portano fiori solitari o raggruppamenti di tre o più fiori (fino a 20 - 35 in Thesmophora). Nell'infiorescenza sono presenti brattee e spesso anche due opposte fogliose bratteole con forme lanceolato-acute. In Campylostachys le infiorescenze sono "cascanti". I fiori sono sia pedicellati che sessili.

### Fiori

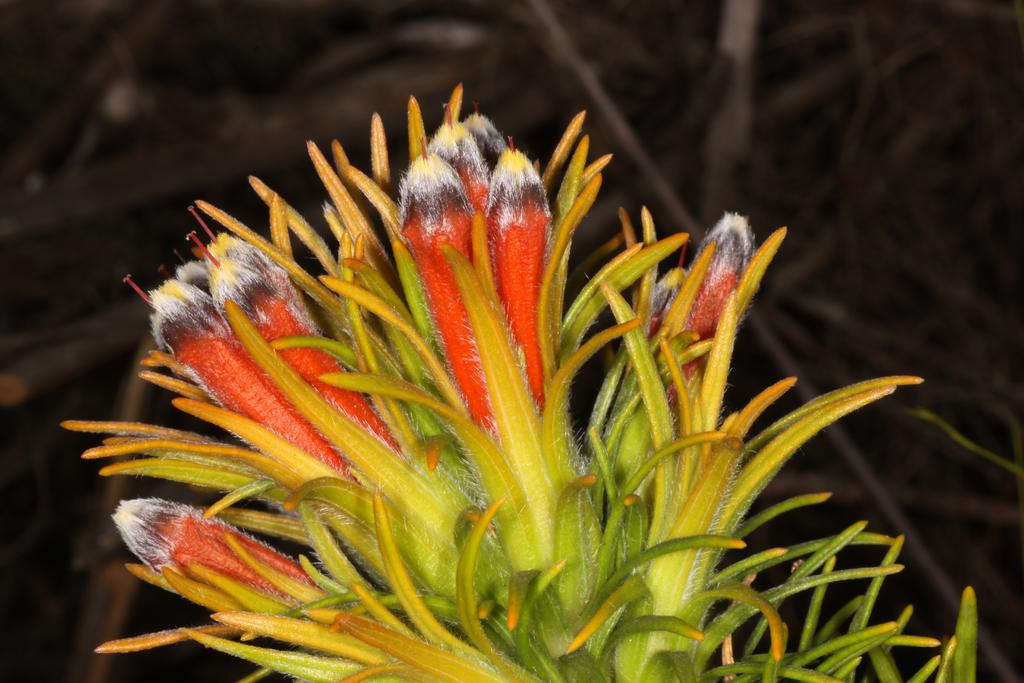
I fiori
Retzia capensis

I fiori, ermafroditi piccoli o grandi, sono tetraciclici (ossia formati da 4 verticilli: calice– corolla – androceo – gineceo) e pentameri (i verticilli del perianzio hanno più o meno 5 elementi ognuno).
- Formula fiorale:

X/* K (4-5), [C (4-5) A 2+2 o 5], G (2), supero, capsula.
- Il calice è composto da 4 - 5 sepali generalmente fusi in un tubo basale (calice gamosepalo) e terminante con 4 - 5 lobi liberi con portamento da embricato a valvato (calice attinomorfo). Il tubo del calice varia da cilindrico a campanulato. Occasionalmente i lobi sono completamente liberi e su di essi possono essere presenti dei minuti peli ghiandolari. Il calice può essere persistente; in altri casi appiccicoso. I lobi hanno delle forme più o meno lanceolate con apici acuti.

- La corolla in genere è tubulare (gamopetala) e termina con 4 - 5 lobi liberi a simmetria radiale (corolla attinomorfa) o bilabiata (corolla zigomorfa con struttura 2/3). Il tubo della corolla ha delle forme da cilindriche a imbutiformi e può essere sia lungo che corto (anche più corto dei lobi); in alcune specie si allarga intorno all'ovario. La parte interna della gola della corolla ha un anello pubescente. I lobi, con forme ovato-acute, sono da glabri a densamente villosi (a volte per peli ghiandolari). Talvolta la corolla è circumscissile (Nuxia). In Thesmophora la corolla è bilabiata (il labbro superiore è grande e arrotondato; quello inferiore è tripartito in due rotondi lobi laterali e uno centrale acuto). I colori della corolla sono bianco, crema o rosso.

- L'androceo è formato da 4 stami uguali (in Retzia gli stami sono 5). Sono disposti in modo alternato ai petali e in certi casi sporgono notevolmente dalla corolla. Sono adnati tra i lobi oppure nel tubo della corolla. I filamenti sono liberi, sia corti che lunghi, sia snelli che robusti. Le antere sono biloculari (a due teche) dorsofisse. Le teche sono normalmente confluenti all'apice, parallele o spesso divergenti al di sotto. La deiscenza è longitudinale. Il nettario è piccolo o mancante.

- Il gineceo è bicarpellare (sincarpico - formato dall'unione di due carpelli connati). L'ovario è supero con forme da ovoidi-cilindriche a obconiche leggermente compresse. Inoltre è biloculare oppure monoloculare per aborto a causa della perdita del setto divisorio. Gli ovuli in ogni loculo usualmente sono 1 - 3 o molti (in Nuxia). In ogni loculo la placentazione può essere assile-basale, assile o assile-apicale (in Thesmophora e Retzia) o assile-peltata (Nuxia). Lo stilo, diritto e affusolato, è terminale sull'ovario, è filiforme ed eretto. Lo stigma è capitato o minutamente bilobato.

### Frutti
I frutti sono delle capsule deiscenti. I semi hanno delle forme da ovoidi a fusiformi con striature longitudinali, reticolate o reticolato-striate.

## Biologia
Le specie di questo raggruppamento si riproducono prevalentemente per impollinazione tramite insetti (impollinazione entomogama) ma anche tramite uccelli (impollinazione ornitogama).
La dispersione dei semi avviene inizialmente a causa del vento (dispersione anemocora); una volta caduti a terra sono dispersi soprattutto da insetti tipo formiche (mirmecoria).

## Distribuzione e habitat
Le specie di questa tribù sono presenti in Africa, Madagascar e Isole Mascarene con habitat da tropicali a subtropicali. Diverse specie vegetano a quote montane.

## Tassonomia
La famiglia di appartenenza della tribù (Stilbaceae) comprendente tre tribù con una dozzina di generi e circa 40 specie.

### Generi
La tribù si compone di 7 generi e 29 specie:
- Campylostachys Kunth, 1832 (2 spp.)
- Euthystachys A.DC., 1848 (1 sp.)
- Kogelbergia Rourke, 2000 (2 spp.)
- Nuxia Lam., 1791 (15 spp.)
- Retzia Thunb., 1776 (1 sp.)
- Stilbe Berg., 1767 (7 spp.)
- Thesmophora Rourke, 1993 (1 sp.)

### Chiave per i generi principali
Per meglio comprendere ed individuare i vari generi della tribù l’elenco seguente utilizza in parte il sistema delle chiavi analitiche (vengono cioè indicate solamente quelle caratteristiche utili a distingue un genere dall'altro).
- Gruppo 1A: la lamina delle foglie è espansa; l'ovario contiene numerosi semi per loculo;

- Nuxia.

- Gruppo 1B: la lamina delle foglie ha una forma più o meno ericoide con margini revoluti; l'ovario contiene da 1 a 3 semi per loculo;

- Gruppo 2A: il tubo della corolla è lungo 45 - 55 mm; ogni loculo dell'ovario contiene 2 - 3 ovuli;

- Retzia.

- Gruppo 2B: il tubo della corolla è meno lungo di 12 mm; ogni loculo dell'ovario contiene un ovulo;

- Gruppo 3A: la corolla termina con 4 lobi;

- Campylostachys: i sepali del calice sono liberi; i lobi della corolla sono glabri.
- Thesmophora: i sepali del calice sono fusi nella parte basale; i lobi della corolla sono pubescenti.

- Gruppo 3B: la corolla termina con 5 lobi;

- Gruppo 4A: la corolla è bilabiata (i lobi posteriori sono allargati, quelli anteriori sono stretti);

- Stilbe (compresi Eurylobium e  Xeroplana).

- Gruppo 4B: la corolla è attinomorfa; i lobi hanno più o meno tutti la stessa lunghezza;

- Kogelbergia: i lobi della corolla sono pubescenti.
- Euthystachys: i lobi della corolla sono glabri.

### Filogenesi

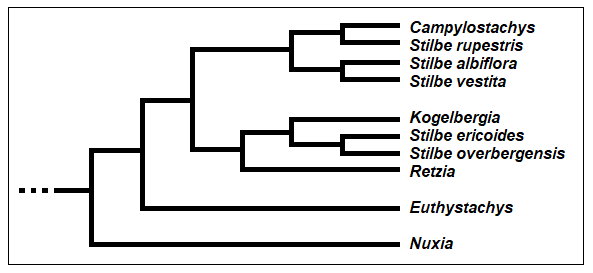
Cladogramma della tribù

Il gruppo di questi generi hanno sempre fatto parte delle Stilbaceae, anche se in alcune occasioni sono state incluse nelle Verbenaceae per le foglie disposte in modo opposto, per l'ovario bicarpellare supero, per la corolla simpetala e l'"anisomeria" tra i 5 lobi della corolla e i 4 stami dell'androceo. Da un punto di vista filogenetico i generi Nuxia e Euthystachys sono in posizione "basale" e quindi sono "gruppo fratello" al resto della tribù formato da due cladi. Il primo formato dal genere Campylostachys e da alcune specie del genere Stilbe. Il secondo formato dai generi Retzia, Kogelbergia e altre specie del genere Stilbe. Il genere Stilbe quindi non è monofiletico.
All'interno della famiglia la tribù Stilbeae occupa una posizione centrale insieme alla tribù Bowkerieae (entrambe formano un "gruppo fratello") al resto della famiglia.
Il cladogramma a lato tratto dallo studio citato mostra l'attuale conoscenza filogenetica della tribù.